# Маточкіна Юлія Генадіївна
Юлія Геннадіївна Маточкіна (рос. Юлия Геннадьевна Маточкина, нар. 14 червня 1983 року, Мирний, Архангельська область, СРСР) — російська оперна співачка (мецо-сопрано).

## Біографія
У 2004 році закінчила Архангельське обласне музичне училище, відділення — хорове диригування, у 2009 році — Петрозаводську державну консерваторію ім. А. К. Глазунова. З 2008 року — учасниця Академії молодих співаків Маріїнського театру, на сцені котрого дебютувала 2009 року, в опері «Весілля Фігаро», з 2017 року — солістка оперної трупи театру. Міжнародне визнання прийшло з перемогою на конкурсі імені Чайковського в 2015 році. У 2018 році дебютувала на сцені Большого театру, влітку 2019-го — на Зальцбурзькому фестивалі.

## Творчість
Репертуар у Маріїнському театрі:
| Опера                                    | Партія           |
| ---------------------------------------- | ---------------- |
| «Євгеній Онєгін», П.І. Чайковського      | Ольга            |
| «Орлеанська діва», П.І. Чайковського     | Жанна д'Арк      |
| «Винова краля», П.І. Чайковського        | Поліна, Миловзор |
| «Борис Годунов», М.П. Мусоргського       | Царевич Федір    |
| «Хованщина», М.П. Мусоргського           | Марфа            |
| «Саламбо», М.П. Мусоргського             | Саламбо          |
| «Травнева ніч», М.А. Римського-Корсакова | Ганна            |
| «Снігуронька», М.А. Римського-Корсакова  | Лель             |
| «Кармен» Ж. Бізе                         | Кармен           |

## Досягнення
- Лавреат XV Міжнародного конкурсу імені Чайковського, 2015 рік, перша премія.
- Лавреат IX Міжнародного конкурсу молодих оперних співаків імені Римського-Корсакова, 2015 рік, перша премія.
- Лавреат конкурсу вокалістів Собіновського музичного фестивалю в Саратові, 2013 рік, перша премія[3].